# فولتا مورسيا 2023
فولتا مورسيا 2023 (بالإسبانية: Vuelta a Murcia 2023)‏ هو سباق دراجات هوائية من فئة  سباق يوم واحد، وهو الموسم الثالث والأربعين من فولتا مورسيا، وأقيم في 11 فبراير 2023 ضمن سباقات طواف أوروبا للدراجات 2023، وشارك فيه  146 متسابقاً ووصل إلى نهايته  107 متسابقاً.
فاز بالمركز الأول بن تورنر، وفاز بالمركز الثاني سيمون كلارك، وفاز بالمركز الثالث Jordi Meeus ‏.

## الفرق
| فرق عالمية (9)- Arkéa-Samsic - Astana Qazaqstan Team - Bora-Hansgrohe - Cofidis - Groupama-FDJ - Ineos Grenadiers - Intermarché-Circus-Wanty - Movistar Team - UAE Team Emirates فرق برو (11)- برجس بي إتش 2023 ‏ - كاجا رورال-سيغوروس 2023 ‏ - فريق إيولو كوميت لركوب الدراجات 2023 ‏ - Equipo Kern Pharma ‏ - أوسكالتيل أوسكادي 2023 ‏ - Israel-Premier Tech - Lotto Dstny - Q36.5 Pro Cycling Team ‏ - سبورت فلاندرين بالويس ‏ - TotalEnergies - سويس ريسينغ أكادمي 2023 ‏ فريق قاري- إلكترو هايبر يوروبا ‏ |  |
| |  |

## التصنيف العام النهائي
| التصنيف العام         | التصنيف العام     | التصنيف العام            | التصنيف العام | التصنيف العام |
| العداء                | العداء            | الفريق                   | الوقت         |               |
| --------------------- | ----------------- | ------------------------ | ------------- | ------------- |
| 1                     | بن تورنر          | Ineos Grenadiers         | 4 س 24 د 59 ث |               |
| 2                     | سيمون كلارك       | Israel-Premier Tech      | + 0 ث         |               |
| 3                     | Jordi Meeus ‏      | بورا هانسغروه            | + 0 ث         |               |
| 4                     | فالنتين مادواس    | Groupama-FDJ             | + 0 ث         |               |
| 5                     | ماتيو ترينتين     | فريق الإمارات            | + 0 ث         |               |
| 6                     | تيم فيلانز        | فريق الإمارات            | + 0 ث         |               |
| 7                     | Pascal Eenkhoorn ‏ | Lotto Dstny              | + 0 ث         |               |
| 8                     | لويك فليجن        | Intermarché-Circus-Wanty | + 0 ث         |               |
| 9                     | Milan Menten ‏     | Lotto Dstny              | + 0 ث         |               |
| 10                    | جوركا إيزاجير     | موفيستار                 | + 0 ث         |               |
|                       |                   |                          |               |               |
| مصدر: ProCyclingStats |                   |                          |               |               |

## وصلات خارجية
- الموقع الرسمي
- لمحة عن سباق فولتا مورسيا 2023 على موقع  ProCyclingStats   (برو  سايكلنج  ستاتس) - إحصاءات  محترفي  الدراجات.
- فولتا مورسيا 2023 على موقع إحصائيات الدراجات الإحترافية (الإنجليزية)